# Schizonycha caudata
Schizonycha caudata är en skalbaggsart som beskrevs av Louis Burgeon 1946. Schizonycha caudata ingår i släktet Schizonycha och familjen Melolonthidae. Inga underarter finns listade i Catalogue of Life.